# William Occam
William Occam (William of Ockham, oko 1288. – oko 1348.) bio je engleski franjevac i filozof kršćanske skolastike (srednjovjekovne filozofije). Occam je poznat kao vođa nominalista kod problema univerzalija. Njegova glavna djela su "Četiri knjige sentenci" (oko 1323.), "Suma logike" (prije 1329.) i "Quodlibeta septem" (prije 1333.). Pošto je branio učenje da Krist i njegovi učenici nisu imali nikakvu imovinu došao je u sukob s papom, nakon čega je proglašen heretikom.
Njegovo učenje koje poriče održivost skolastičkoga problema odnosa vjere i uma, iako zabranjeno 1339. g., širilo se i stjecalo brojne pristaše.

## Životopis
William Occam je rođen u malom selu Ockham u okrugu Surrey u Engleskoj oko 1288. Pridružio se franjevačkom redu u ranoj mladosti i studirao na Oxfordskom sveučilištu od 1309. do 1321., ali čini se nikad nije formalno završio studije. To mu je pribavio nadimak "Časni početnik" (Venerabilis Inceptor). U kasnijem je životu postao poznat kao "nepobjedivi učitelj" (Doctor Invincibilis).
Njegovo je djelo bilo osuđeno od pape i Occam biva optužen za herezu i pozvan 1324. pred crkveni sud u Avignonu. Njegovo je djelo osuđeno na vijeću biskupa i Occam je bio prisiljen braniti se pred papinskim sudom. Naređeno mu je da ostane u kućnom pritvoru unutar franjevačkog samostana dvije godine i naposljetku je proglašen heretikom 1326. Neki povjesničari tvrde da je Occam u biti pozvan u Avignon kao učitelj filozofije u franjevačkoj školi i da su njegova razilaženja s papom počela tek 1327.
Tijekom svog boravka u Avignonu Occam upoznaje Mihaela iz Cesene, glavnog ministra franjevačkog reda s kojim počinje obrađivati problematiku apostolskog siromaštva. Obojica su naime dijelili mišljenje da Isus i apostoli nisu imali materijalnih dobara, već su živjeli od pomoći i darova svojih sljedbenika. Sukladno s tim principom, smatrali su da crkvene zajednice ne bi smjele biti vlasnici ikakvog dobra, već bi se trebale ograničiti na njihovo korištenje. To ih je dovelo u žestok sukob s papom Ivanom XXII.
Bojeći se zatvorske ili čak smrtne kazne, Occam, Mihael iz Cesene i njihovi istomišljenici bježe iz Avignona 1328. i traže zaštitu na dvoru Ludovika IV Bavarskog, cara Svetog Rimskog Carstva. Ludovik IV., koji je u to vrijeme bio u sukobu s papinskom državom postaje njihov zaštitnik. U znak zahvalnosti zaštiti pruženoj od njemačkog cara, Occam piše nekoliko djela kojima argumentira pravo njemačkog cara na kontrolu nad crkvom. Papa Ivan XXII. izriče formalno izopćenje Occama iz crkve, dok Occam optužuje papu da je kriv za herezu, jer ne prihvaća franjevački princip apostolskog siromaštva. Iako je Occam izopćen iz crkve, njegova filozofska djela nikad nisu bila službeno osuđena.
Nakon smrti Michaela iz Cesene 1342. Occam postaje vođa grupe franjevačkih disidenata pod zaštitom Ludovika Bavarskog. Pred kraj svog života i nakon smrti svog zaštitnika Ludovika Bavarskog, Occam pokušava pomirbu s papom, ali umire prije same pomirbe. Vrijeme Occamove smrti nije sa sigurnošću poznato, pretpostavlja se da je umro između 1347. i 1348. u franjevačkom samostanu u Münchenu. Službeno je ponovo rehabilitiran 1359. od pape Inocenta VI.

## Učenje
William Occam poriče skolastički odnos uma i vjere, odnosno filozofije i teologije. Znanost i vjera su heterogene i nepreklopive discipline. Occam tumači da samo vjera (bez razuma) daje čovjeku mogućnost pristupa teološkim istinama. Božje je djelovanje nedokučivo razumom, pošto je Bog potpuno slobodan stvoriti i urediti svijet bez da bude ograničen pravilima koje određuje razum. Occamovo je tumačenje vjere stoga utemeljeno na osobnoj objavi i osobnoj vjeri, odbijajući tako ulogu crkve kao institucije koja posreduje u odnosu čovjeka i Boga. Smatra se da je Occam postavio temelje budućeg razvoja protestantizma.
S druge strane, Occam smatra da je znanost jedini instrument otkrića i spoznaje, a Bog ontološka nužnost.
Znanstveno se istraživanje mora usmjeriti ka stvarnosti, a iskustvo prihvatiti kao izvor svake spoznaje. Occam na tome gradi razliku između spoznaje i Objave. Zahtjeva slobodu filozofskog istraživanja, kao i religioznog uvjerenja i života. Smatra da crkva mora biti slobodna vjerska zajednica, a teologija se treba oslanjati samo na vjeru, a ne na dokaze uma.

### Nominalizam
William Occam je bio pionir nominalizma, a neki ga smatraju i ocem epistemologije i moderne filozofije. Kod filozofskog problema univerzalija, branio je pozicije da postoji samo pojedinačno, a ne nad-individualne univerzalije ili forme i da su univerzalije samo produkt apstrakcije ljudskog mozga i da zapravo same po sebi ne postoje. Ponekad se smatra i konceptualistom, jer su nominalisti smatrali da univerzalije imaju imena, tj. riječi, koje postoje umjesto realnih univerzalija. Konceptaulisti sve to smatraju mentalnim konceptom, tj. imena su imena koncepata, koji postoje samo u mislima.

### Occamova britva
William Occam je dao značajan doprinos modernoj znanosti svojim principom stvaranja i objašnjenja teorija, poznatim kao Occamova britva. Ovaj princip navodi da za objašnjenje nekog fenomena treba uzeti u obzir što je moguće manje pretpostavki, eliminirajući (odsijecajući kao britvom) one pretpostavke, koje ne doprinose predviđanjima hipoteze ili teorije. Kada više različitih teorija ima jednaku mogućnost predviđanja, princip preporučuje uvođenje što je moguće manje pretpostavki i postuliranje sa što je moguće manje hipotetskih entiteta.

### Logika
Na području logike Occam je riječima opisao ono što će se kasnije u propozicijskoj ili simboličkoj logici razviti u De Morganove zakone, i što će se u kasnijim razdobljima obilkovati u ternarnu logiku. U ternarnoj logici ne postoji samo točno i netočno, nego postoje tri vrijednosti, a ovaj koncept će ponovo biti razmatran u matematičkoj logici sljedeća dva stoljeća. Njegov nauk o nepotpunoj indukciji preteča je kasnije teorijske obrade indukcije u dijelu Francisa Bacona.

### Politika
Occam je dao velik doprinos razvoju ustavnih ideja, pogotovo onih o ograničavanju odgovornosti struktura vlasti. Žestoko brani princip da se svjetovnoj vlasti (monarhiji) prepusti autonomija vladanja, bez ingerencije crkvene vlasti, udarivši tako temelje monarhijskom apsolutizmu. Bio je naime jedan od prvih srednjovjekovnih političkih teoretičara koji su zagovarali odvajanje crkve od države. Značajno je doprinio i razvoju koncepta vlasničkog prava. Njegovi politički pogledi opisani u dijelu Dialogus pisanom između 1332. i 1348. uvelike su utjecali pokret koncilijarizma unutar crkve.

## Djela

### Filozofija
- Summa logicae (prije 1327.).
- Quaestiones in octo libros physicorum, (prije 1327.).
- Summulae in octo libros physicorum, (prije 1327.).
- Quodlibeta septem (prije 1327.).
- Expositio aurea super totam artem veterem: quaestiones in quattuor libros sententiarum.
- Major summa logices.
- Quaestiones in quattuor libros sententiarum.
- Centilogium theologicum.

### Religija
- Questiones earumque decisiones.
- Quodlibeta septem.
- Centiloquium.
- De sacramento altaris e De corpore christi.
- Tractatus de sacramento allans.

### Politika
- Opus nonaginta dierum (1330. – 1332.).
- Dialogus…XXII.
- Epístola defensoria.
- Decisiones octo quæstionum (od 1339.).
- Dialogus in tres partes diatinctus (1342. – 43.).
- De jurisdictione imperatoris in causis matrimonialibus.
- De dogmatibus papae Johannis XXII.
- Compendium errorum papae Johannis XXII.
- Breviloquium de principatu tyrannico.
- De imperatorum et pontificum potestate.
- Tractatus contra Benedictum XII
- De electione Caroli IV (zadnje djelo).

## Relevantni članci
- Filozofija
- Srednjovjekovna filozofija
- Occamova oštrica

## Vanjske poveznice
- William Ockham Biografija s univerziteta St.Andrew iz Škotske
- Internet filozofska enciklopedija: William of Ockham  Arhivirana inačica izvorne stranice od 14. travnja 2009. (Wayback Machine)